# Важкуръя
Важкуръя — деревня в Корткеросском районе республики Коми в составе сельского поселения Приозёрный.

## География
Расположена на правом берегу Вычегды примерно в 16 км по прямой на восток-северо-восток от районного центра села Корткерос.

## История
Известна с 1707 года как починок Населебников над Важкурьею с 3 дворами, основанный переселенцами из Усть-Сысольской волости. В 1710 году уже было 7 дворов, в 1859 (уже село Важкурья) 107 дворов и 763 жителя, в 1916 — 261 и 1264, в 1926 — 311 и 1190, в 1939—1564 жителя, в 1959 — 430, в 1970 — 469. В деревне имеется Богородице-Рождественский монастырь с церковью Рождества Пресвятой Богородицы.

## Население
Постоянное население составляло 262 человека (коми 92 %) в 2002 году, 258 — в 2010.